# FC Neftchi Kochkor-Ata
Der FC Neftchi Kochkor-Ata ist ein kirgisischer Fußballverein aus Kotschkor-Ata. Aktuell, Stand Januar 2025, spielt der Verein in der ersten Liga, der Top Liga.

## Vereinsgeschichte
Der Verein wurde 1952 in der Stadt Kotschkor-Ata im Westen der damaligen Kirgisischen Sozialistischen Sowjetrepublik, der heutigen Republik Kirgisistan, gegründet. Vor der Unabhängigkeit Kirgisistans konnte der Verein keine größeren Erfolge erzielen.
In der neu gegründeten kirgisischen Top Liga, die mit der Saison 1992 als höchste Spielklasse des unabhängigen Staates Kirgisistan etabliert wurde, war der FC Neftchi kein Gründungsmitglied, sondern stieg zur Saison 1994 in die Top Liga auf. In der ersten Saison nach dem Aufstieg entging der Verein knapp dem Abstieg und konnte sich in den folgenden Spielzeiten in der Top Liga etablieren. In der Saison 1998 musste der Verein als Tabellenletzter jedoch wieder absteigen. In den folgenden Jahren pendelte der FC Neftchi zwischen den Ligen, war in den Jahren 2003, 2004, 2007, 2010, 2011, 2013, 2014 und 2018 erstklassig. Auch in der aktuellen Saison 2019 tritt der Verein in der höchsten kirgisischen Spielklasse an. Der größte Erfolg der Vereinsgeschichte gelang 2010 als der Verein als Aufsteiger die Meisterschaft in der Top Liga gewann, den bisher einzigen Titel der Vereinsgeschichte.

### Ergebnishistorie in der Top Liga
| Saison | Platzierung   | Punkte |
| ------ | ------------- | ------ |
| 1994   | 11.           | 11     |
| 1995   | 6.            | 15     |
| 1996   | 10.           | 21     |
| 1997   | 9.            | 10     |
| 1998   | 12. (Abstieg) | 12     |
| 2003   | 5.            | 10     |
| 2004   | 8. (Rückzug)  | 29     |
| 2007   | 6. (Rückzug)  | 42     |
| 2010   | 1.            | 43     |
| 2011   | 2. (Rückzug)  | 41     |
| 2013   | 6.            | 30     |
| 2014   | 7. (Abstieg)  | 10     |
| 2018   | 4.            | 47     |
| 2019   | 4.            | 46     |
| 2020   | 3.            | 23     |
| 2021   | 6.            | 32     |
| 2022   | 5.            | 43     |
| 2023   | 7.            | 32     |
| 2024   | 5.            | 31     |

### International
Nach dem Gewinn der Meisterschaft war der FC Neftchi 2011 zur Teilnahme am AFC Presidents Cup berechtigt. In der ersten Gruppenphase setzte sich der kirgisische Verein gegen Konkurrenten aus Kambodscha, Bangladesch und Sri Lanka durch und zog in die zweite Runde ein. Dort verpasste der Verein das Finale als Gruppenzweiter in einer Dreiergruppe knapp.

## Erfolge
- Kirgisischer Meister: 2010
- Kirgisischer Vizemeister: 2011
- Kirgisischer Pokalsieger: 2019, 2021
- Kirgisischer Pokalfinalist: 2010, 2011, 2022
- Kirgisischer Supercupsieger: 2011

## Trainer
| Trainer             | von               | bis               |
| ------------------- | ----------------- | ----------------- |
| Alexander Krestinin | Russland          | 31. Dezember 2011 |
| Nematzhan Zakirov   | 1. Juli 2019      | 1. Januar 2021    |
| Nurbek Zholdoshov   | 1. Januar 2021    | 30. Dezember 2023 |
| Valeriy Berezovskiy | 1. Januar 2024    | 23. Dezember 2024 |
| Aleksandr Mochinov  | 24. Dezember 2024 |                   |